# رابرت نیکولیک
رابرت نیکولیک (انگلیسی: Robert Nikolic؛ زادهٔ ۱ اوت ۱۹۶۸) بازیکن فوتبال اهل آلمان است.
از باشگاه‌هایی که در آن بازی کرده‌است می‌توان به باشگاه فوتبال ماینتس ۰۵، باشگاه فوتبال بروسیا دورتموند، باشگاه فوتبال اوردینگن ۰۵، باشگاه فوتبال دارمشتات ۹۸، و باشگاه فوتبال سن پائولی اشاره کرد.